# Pogonochloa greenwayi
Pogonochloa es un género monotípico de plantas herbáceas perteneciente a la familia de las poáceas. Su única especie: Pogonochloa greenwayi C.E.Hubb., es originaria de Sudáfrica.

## Descripción
Son plantas perennes cespitosas con tallos de 30-90 cm de alto; herbáceas; no ramificadas arriba. Caña con nodos glabros. Entrenudos del culmo sólidos. Plantas desarmadas. . Brotes joven intravaginales con hojas en su mayoría basales; no auriculadas. La lámina de la hoja lineal (dura, glauca); estrecha; generalmente plegada; sin glándulas multicelulares abaxiales; sin venación; laminado en la yema. Lígula presente; una membrana con flecos (estrecho) ; truncado; 0.3 mm de largo. Contra-lígula ausente. Plantas bisexual, con espiguillas bisexuales y con flores hermafroditas.

## Taxonomía
Pogonochloa greenwayi fue descrita por Charles Edward Hubbard y publicado en Hooker's Icones Plantarum 35: t. 3421. 1940.